# Florentino Ferrer Cinense
Florentino Ferrer Cinense (sinh 1938) là một Giám mục người Philippines của Giáo hội Công giáo Rôma. Ông nguyên là Giám mục chính tòa Giáo phận Tarlac trước khi hồi hưu. Trước đó, ông còn đảm nhận các vị trí như Giám mục Phó của Tarlac và Giám mục chính tòa Giáo phận San Jose de Nueva Ecija.

## Tiểu sử
Giám mục Florentino Ferrer Cinense sinh ngày 28 tháng 3 năm 1938 tại Guimba, thuộc Philippines. Sau quá trình tu học dài hạn tại các chủng viện theo quy định của Giáo luật, ngày 21 tháng 3 năm 1963, 25 tuổi, tiến đến việc được truyền chức linh mục.
Với hơn 20 năm thực hiện các công việc mục vụ tôn giáo với cương vị là một linh mục, ngày 24 tháng 5 năm 1984, tin tức loan báo từ Tòa Thánh cho biết Giáo hoàng đã tuyển chọn linh mục Florentino Ferrer Cinense, 46 tuổi, gia nhập vào hàng ngũ các giám mục Công giáo hoàn vũ, với vị trí được trao là Giám mục chính tòa Giáo phận San Jose de Nueva Ecija (San Jose). Lễ tấn phong cho vị giám mục tân cử được tổ chức vào ngày 14 tháng 7 cùng năm, với phần nghi thức chính yếu của việc truyền chức được cử hành cách trọng thể bởi 3 giáo sĩ cấp cao. Chủ phong cho vị tân chức là Tổng giám mục Bruno Torpigliani, Sứ thần Tòa Thánh tại Philppines. Hai vị còn lại với vai trò phụ phong gồm có Tổng giám mục Federico Guba Limon, S.V.D., Tổng giám mục chính tòa Tổng giáo phận Lingayen-Dagupan và Giám mục Ciceron Santa Maria Tumbocon, Giám mục chính tòa Giáo phận Cabanatuan. Tân giám mục chọn cho mình châm ngôn:Coram mea Spiritus novus.
Một năm sau khi được chọn làm Giám mục chính tòa Giáo phận San Jose de Nueva Ecija, ngày 17 tháng 8 năm 1985, Tòa Thánh đã quyết định thuyên chuyển Giám mục Cinense đến nhiệm sở mới, cụ thể với chức vụ mới là Giám mục Phó Giáo phận Tarlac. Sau ba năm làm Giám mục Phó, ngày 21 tháng 1 năm 1988, Giám mục Florentino Ferrer Cinense chính thức kế vị làm Giám mục chính tòa [[Giáo phận Tarlac.
Sau gần 30 năm thực thi các hoạt động mục vụ trên tư cách là giám mục Tarlac, giám mục Florentino Ferrer Cinense xin từ nhiệm vì lí do tuổi tác, theo quy định của Giáo luật, và được phía Tòa Thánh hồi đáp chấp thuận vào ngày 31 tháng 3 năm 2016.